# William Cleaver Francis Robinson
William Cleaver Francis Robinson, né le 14 janvier 1834 en Irlande et mort le 2 mai 1897 à Londres, est un homme politique britannique qui a servi comme gouverneur de l'Australie-Occidentale et l'Australie-Méridionale, Lieutenant-gouverneur de la province canadienne de l'Île-du-Prince-Édouard entre 1870 et 1873, et gouverneur des îles Malouines.